# Radim Nečas (1969)
Radim Nečas (* 26. srpna 1969 Valtice) je bývalý český fotbalový záložník a reprezentant. V současné době působí jako trenér. Jeho syn Radim je také fotbalistou.

## Klubová kariéra
S fotbalem začínal ve Frýdku-Místku. Od dorostu hrál za FC Baník Ostrava.

V roce 1992 přestoupil do Slavie Praha, mecenáš Boris Korbel tehdy zaplatil rekordních 25 miliónů československých korun.[zdroj?] Hrál postupně za Union Cheb, řecký tým Škoda Xanthi, FK Jablonec, vrátil se na čas do Slavie a odešel do Slovanu Bratislava. Pak hrál ještě druhou ligu za AFK Chrudim. Celkem v československé a české lize odehrál 340 zápasů a vstřelil 79 gólů.

### Prvoligová bilance
| Ročník                         | Zápasy | Góly | Minuty | Klub                 |
| ------------------------------ | ------ | ---- | ------ | -------------------- |
| I. liga 1987/88                | 27     | 3    | –      | TJ Baník OKD Ostrava |
| I. liga 1988/89                | 28     | 8    | –      | TJ Baník OKD Ostrava |
| I. liga 1989/90                | 29     | 5    | –      | TJ Baník OKD Ostrava |
| I. liga 1990/91                | 23     | 11   | –      | FC Baník Ostrava     |
| I. liga 1991/92                | 26     | 13   | –      | FC Baník Ostrava     |
| I. liga 1992/93                | 30     | 4    | –      | SK Slavia Praha      |
| I. liga 1993/94                | 29     | 7    | 2 440  | SK Slavia Praha      |
| I. liga 1994/95                | 29     | 8    | 2 532  | FC Union Cheb        |
| I. liga 1995/96                | 14     | 4    | 1 226  | FC Union Cheb        |
| I. řecká liga 1995/96          | 10     | 1    | –      | Škoda Xanthi         |
| I. řecká liga 1996/97          | 9      | 1    | –      | Škoda Xanthi         |
| I. liga 1996/97                | 15     | 2    | 1 266  | FK Jablonec          |
| I. liga 1997/98                | 27     | 7    | 2 397  | FK Jablonec          |
| I. liga 1998/99                | 26     | 5    | 2 281  | FK Jablonec          |
| I. liga 1999/00                | 27     | 2    | 2 373  | FK Jablonec          |
| I. liga 2000/01                | 10     | 0    | 590    | SK Slavia Praha      |
| I. slov. liga 2000/01          | 17     | 2    | –      | ŠK Slovan Bratislava |
| I. slov. liga 2001/02          | 22     | 4    | –      | ŠK Slovan Bratislava |
| I. slov. liga 2002/03          | 7      | 0    | –      | ŠK Slovan Bratislava |
| CELKEM I. ČS. LIGA (1987–1993) | 163    | 44   | –      |                      |
| CELKEM I. LIGA (1993–2000)     | 177    | 35   | 15 105 |                      |
| CELKEM I. LIGA (1996)          | 19     | 2    | –      |                      |
| CELKEM I. LIGA (2001–2002)     | 46     | 6    | –      |                      |

## Reprezentační kariéra
V A-mužstvu České republiky debutoval 8. 5. 1995 v přátelském utkání v Bratislavě proti reprezentaci Slovenska (remíza 1:1).

Za českou reprezentaci nastoupil v letech 1995–2000 celkem ve čtyřech
zápasech, gól nevstřelil.

### Reprezentační zápasy
Zápasy Radima Nečase v A-týmu české reprezentace
| Rok    | Zápasy | Góly |
| ------ | ------ | ---- |
| 1995   | 2      | 0    |
| 1996   | 0      | 0    |
| 1997   | 0      | 0    |
| 1998   | 1      | 0    |
| 1999   | 0      | 0    |
| 2000   | 1      | 0    |
| Celkem | 4      | 0    |

## Trenérská kariéra
Trenérské zkušenosti začal získávat coby asistent ve Slovanu Liberec a v Čáslavi, ve Slavii pak trénoval mládež a krátce pak působil i ve slovenské lize u týmu FK Senica. Od léta 2010 trénoval FK Arsenal Česká Lípa. V sezoně 2014/2015 trénoval Táborsko. Od léta roku 2015 byl hlavním trenérem celku FK Třinec.
V létě 2016 se stal asistentem Daniela Šmejkala v FK Teplice.